# La Fàbrega (Sant Feliu de Pallerols)
La Fàbrega és un edifici del municipi de Sant Feliu de Pallerols (Garrotxa) inclosa en l'Inventari del Patrimoni Arquitectònic de Catalunya.

## Descripció
És un gran casal amb orientació cap al sud. Es poden distingir dos cossos. El més antic, el principal, és cobert amb teulada a dues vessants, i l'altra es troba adossat i és més modern, està datat el 1912 i hi destaquen dues galeries. Tota la casa està encerclada per un mur i s'hi accedeix per un portal dovellat datat l'any 1742.
A l'interior de la casa hi ha una gran sala i diferents elements nobles, com baguls, vaixelles, etc. Del segle xvii. Hi ha també una aigüera datada el 1630 amb motius renaixentistes. Està formada per una volta de pedra treballada. Hi ha un carot més recent que substitueix a un altre d'estil renaixentista. L'actual és de marbre. Al voltant hi ha una pintura que representa una escena camperola si bé és ja més moderna, concretament feta l'any 1930. La importància d'aquesta aigüera resideix en ser un dels pocs exemplars en aquesta comarca.

## Història
Hi ha una genealogia feta des de 1134, any en què Folcran dona al seu fill Berenguer La Fàbrega. El rei Lluís el Jove dona com a feu La Fàbrega. El llinatge va durar molt temps, fins que morí Joan Vilallonga i Fàbrega l'any 1979. La casa actual pot ser del segle xvi, ja que els terratrèmols del segle xv enderrocaren moltes cases del veral. A principis de segle XX fou reformada, afegint-s'hi la part davantera i un porxo i un pis a la part posterior.